# Löderup
Löderup é uma pequena localidade da Suécia, situada na província histórica da Escânia.

Tem cerca de 550 habitantes, e pertence à Comuna de Ystad.

Está situada a 20 km a leste de Ystad.